# 微需氧微生物

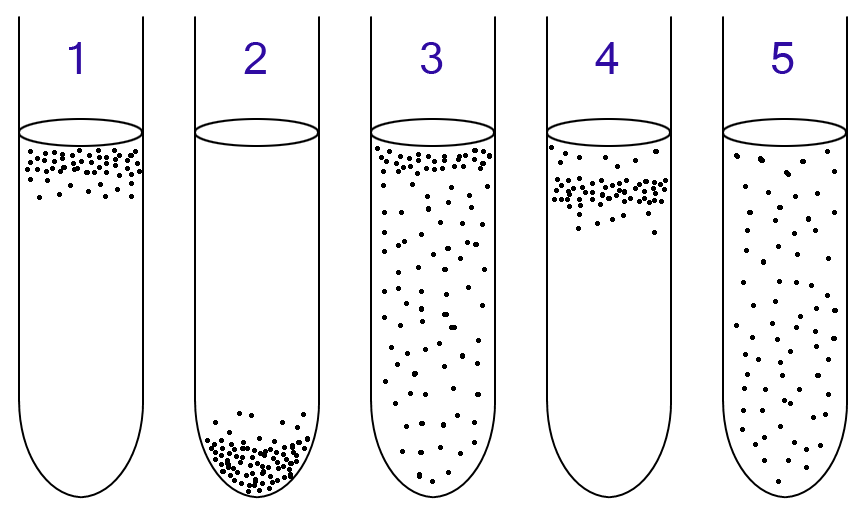
圖爲5支培養有不同種類微生物的試管。試管內的培養基爲巰基乙酸肉湯。
1中培養的是專性需氧微生物。因爲它們不能進行發酵及無氧呼吸，所以它們浮在了氧含量最高的上層。
2中培養的是專性厭氧微生物。因爲它們體內因無過氧化氫酶等物質無法在有氧條件下存活，故浮在氧含量最低的下層。
3中培養的是兼性厭氧菌。它們既可以在有氧條件下也能夠在無氧條件下生存，所以它們分佈在試管培養基上的各處。但因爲有氧呼吸較無氧呼吸能產生更多的ATP（三磷酸腺苷），故更多的菌體分佈在上層。
4中培養的是微需氧微生物。它們不能進行發酵及無氧呼吸，也不能在高氧濃度環境中存活，故它們浮在試管中上層。
5中培養的是耐氧厭氧生物。這種細菌不能進行有氧呼吸，但卻可以在高氧濃度環境下存活，所以它們均勻地分佈在試管培養基上各處。

微需氧微生物(Microaerophile)是一類必須要靠氧氣才能生存的微生物。但是，它們能生存環境中的氧氣含量低於現在大氣中的氧含量（大氣中氧含量通常爲20%-21%，而這種生物生存環境的氧含量一般爲 2-10%）。許多微需氧型微生物同樣也是需要高濃度二氧化碳（CO2）的嗜二氧化碳生物（比如說屬微需氧型的弯曲菌属就生活在二氧化碳濃度爲10%的環境中）。

## 培養
微需氧微生物可培養在蠟燭罐中。所謂蠟燭罐是一個密封容器。在關上其密封蓋前，要先在裏面放上一支點燃的蠟燭。這支燃燒的蠟燭在熄滅前會消耗罐內的氧氣，並且生成二氧化碳，從而創造出適合微需氧型微生物生存的高二氧化碳、低氧氣環境。創建一個微需氧環境的方法還有使用氣體發生包、氣體交換。

## 例子

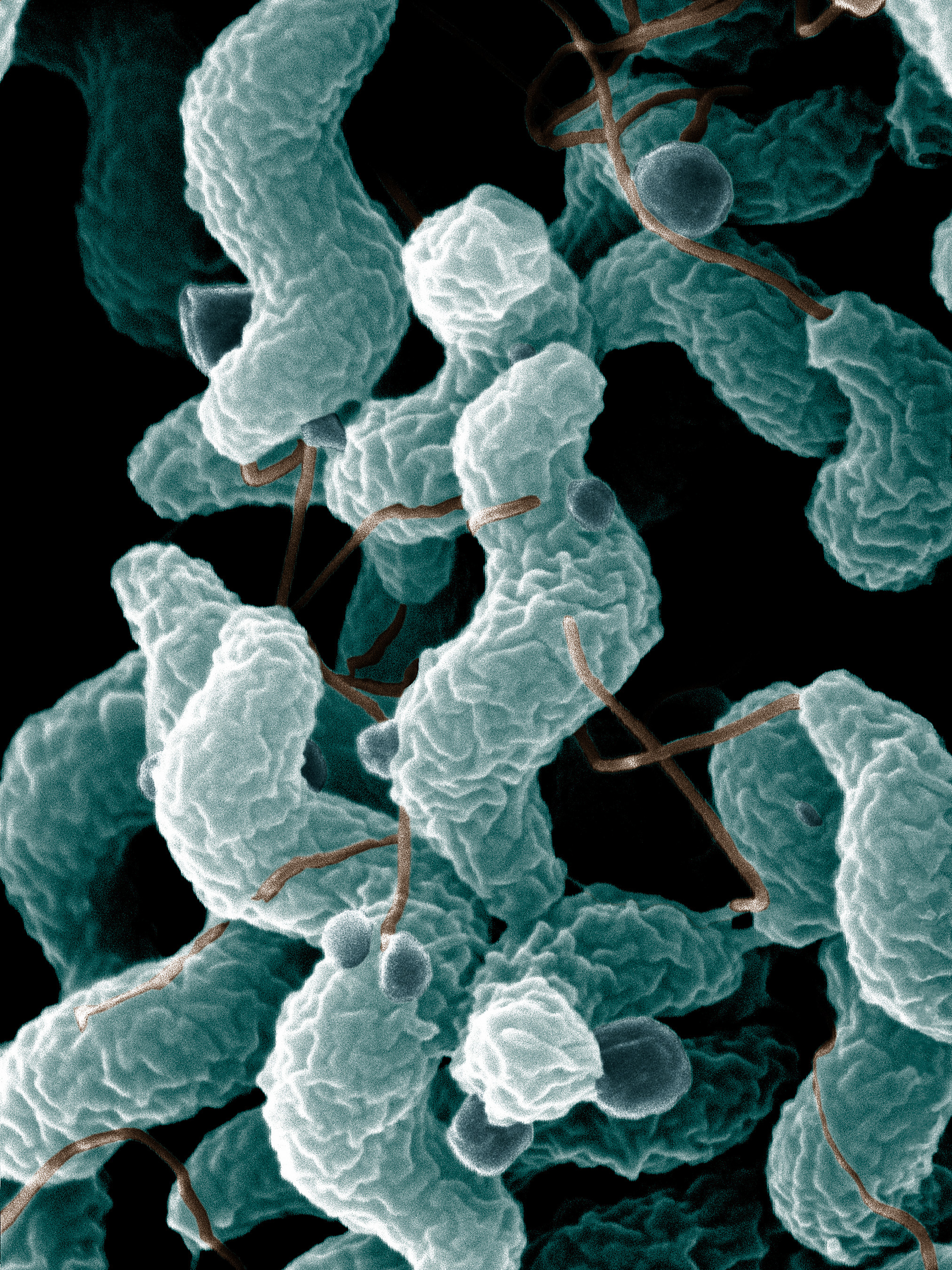
Campylobacter，一種微需氧型微生物

- Campylobacter屬即爲微需氧微生物。[3][5]
- 幽門螺桿菌：一種可導致消化性潰瘍和某些種類胃炎的變形菌[6]

## 外部連結
- Characterization of an unclassified microaerophilic bacterium associated with gastroenteritis.[]